# ایمانتائو (روستا)
ایمانتائو (قزاقی: Имантау) یک شهرک در استان قزاقستان شمالی کشور قزاقستان است.